# Победные крылья
«Победные крылья» (чеш. Vítezná kridla) — чёрно-белый художественный фильм чешского режиссёра Ченека Дуба. Премьера фильма состоялась 9 февраля 1951 года. 
Слоган «О радостной жизни рабочей молодёжи».

## Сюжет
Работники авиационного завода создали свой клуб планеристов и участвуют в соревнованиях.
Франта Ронек — молодой человек, влюблённый в небо. Его друг, талантливый авиаконструктор Руда Колар также является отличным планеристом, однако он не дисциплинирован и высокомерен со своими коллегами. При этом Руда начинает заигрывать с Лидой, хотя знает, что она подруга Франты.
Нарушение Рудой техники безопасности при обслуживании планера Франты, приводит к аварии. Лида, единственный свидетель аварии, не рассказывает о вине Руды. Это событие настолько потрясает виновника катастрофы, что он осознает свои недостатки и меняет своё отношение к людям и работе.
В радостной товарищеской обстановке члены команды переучиваются неуправляемого и самоуверенного Руду Колара, который в итоге понимает истинное значение спорта и использует свои таланты и опыт в международном соревновании по планерному спорту, в котором Чехословакия получает первый приз.

## В ролях
- Иржи Адамира — Руда Колар
- Рудольф Кршиванек — Франта Ронек
- Эдуард Дубский — Паукнер
- Власта Фиалова — Лида, подруга Франты.
- Йозеф Бенацкий — Сантрочит
- Ян Брандыс — Зак
- Ян Отакар Мартин — мастер
- Йозеф Винкларж
- Юлия Чарватова — мать Ронека
- Карел Рихтер — Гонза
- Йозеф Винклар — Влада
- Бржетислав Рочек — Выдра Вашек
- Любомир Липский — Карел Врба
- Роман Бесяда — Модлешевский
- Юлий Бартфай — эпизод
- Милош Билек — Зденек Брандис
- Йиржи Черны — Пепик
- Франтишек Голар — рабочий,
- Эмиль Каван — чиновник
- Отакар Конетопски — эпизод
- Святополк Майер — сотрудник авиамодельного клуба
- Карел Мачата
- Иржи Новотны — Ирка Ронек
- Ярмил Шкрлант — член комиссии,
- Йозеф Супик — Людва
- Ян Прокеш — планерист,
- Карел Вавржик — чиновник
- Иван Яндл — моделист
- Бедржих Прокош — инженер Куба,
- Антонин Микулич — механик планера Ферды
- Йозеф Винкларж — планерист Влаша
- Ярослав Орлицкий — член комиссии в кожаном плаще